# Stati del Sudan del Sud

Stati e aree amministrative del Sudan del Sud, dal 2020

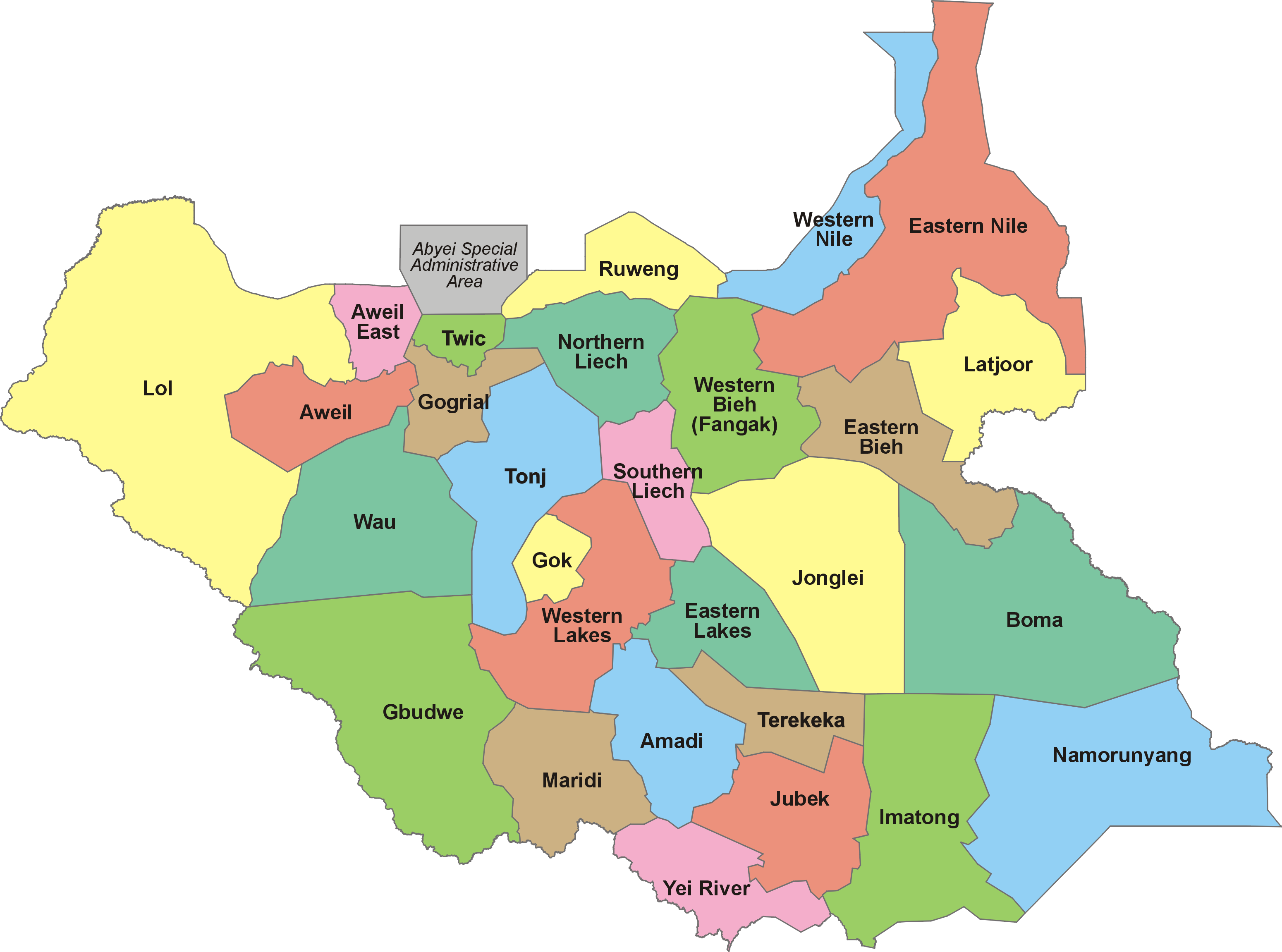
Stati del Sudan del Sud (2015-2017), secondo la divisione in 28 stati.

Stati del Sudan del Sud (2011-2015), secondo l'originaria divisione in 10 stati.

Gli Stati del Sudan del Sud (in arabo: wilāyāt) sono la suddivisione territoriale di primo livello del Paese; ciascuno di essi si articola ulteriormente in contee.
Nel 2011 fu stabilita una divisione in 10 Stati, il loro numero è stato elevato a 28 nel 2015 e ancora elevato a 32 il 14 gennaio 2017, ma riportato a 10 Stati il 22 febbraio 2020. Agli stati si aggiungono le aree amministrative di Pibor e di Ruweng e l'area "con speciale status amministrativo" di Abyei. 

## Storia
Il Sudan Anglo-Egiziano possedeva otto mudīriyyāt, o province, che apparivano entità effimere quando furono create, ma che divennero ben definite al principio della seconda guerra mondiale. Le otto province erano: Nilo Azzurro, Darfur, Equatoria, Cassala, Khartum, Kordofan, Nord e Alto Nilo. Nel 1948 Bahr al Ghazal si distaccò dall'Equatoria, diventando la nona provincia.
Numerose nuove province vennero create il 1º luglio 1973. Dal Darfur nacquero il Nord Darfur e il Sud Darfur, mentre il Kordofan fu diviso in Kordofan settentrionale e Kordofan meridionale. al-Jazīra e il Nilo Bianco si separarono dalla provincia del Nilo Azzurro. La provincia del Nilo si staccò dal Nord. Dalla provincia del Cassala nacque, infine, la provincia del Mar Rosso.
Un'ulteriore suddivisione delle province fu effettuata nel 1976. Venne creato lo stato di al-Buhairat (comprendente i futuri stati di Laghi e Warrap) separandolo dal Bahr al-Ghazal; e Jonglei venne scorporato dall'Alto Nilo. Equatoria fu divisa in Equatoria Orientale, Bahr al-Jabal e Occidentale. Si ebbero quindi 18 province.
Nel 1991, il governo riorganizzò le regioni amministrative in 9 stati federali, corrispondenti alle nove province in essere dal 1948 al 1973. Il 14 febbraio 1994, ci fu ancora una riforma, dalla quale sortirono 26 wilāyāt (stati). La maggior parte delle wilayat erano vecchie province o distretti provinciali. Nell'agosto 2005 venne abolito il Kordofan occidentale, il cui territorio è stato suddiviso tra gli Stati del Kordofan meridionale e Kordofan settentrionale
Nel 2005, Bahr al-Jabal fu rinominata Equatoria Centrale.
Nel 2011 fu stabilita una divisione in 10 Stati, il loro numero è stato elevato a 28 nel 2015 e ancora elevato a 32 il 14 gennaio 2017.
Il 22 febbraio 2020 il numero degli Stati è stato riportato a 10, a cui si aggiungono le aree amministrative di Pibor e di Ruweng e l'area "con speciale status amministrativo" di Abyei. I nomi degli Stati e le loro capitali coincidono con quelli della divisione amministrativa del 2011, tuttavia vi sono state variazioni territoriali.

## Lista
| Bandiera | Stato - Area                  | Capitale | Governatore           | Abitanti (2010) | Superficie (km²) | Densità (/km²) | Regione        |
| -------- | ----------------------------- | -------- | --------------------- | --------------- | ---------------- | -------------- | -------------- |
|          | Bahr al-Ghazal Settentrionale | Aweil    | Tong Aken Ngor        | 820.834         | 30.543,30        | 26,87          | Bahr al-Ghazal |
|          | Bahr al-Ghazal Occidentale    | Wau      | Sarah Cleto Rial      | 358.692         | 91.075,95        | 3,94           | Bahr al-Ghazal |
|          | Laghi                         | Rumbek   | Rin Tueny Mabor       | 782.504         | 43.595,08        | 17,95          | Bahr al-Ghazal |
|          | Warrap                        | Kuacjok  | Bona Panek Biar       | 1.044.217       | 45.567,24        | 22,92          | Bahr al-Ghazal |
|          | Equatoria Occidentale         | Yambio   | Alfred Futiyo Karaba  | 658.863         | 79.342,66        | 8,30           | Equatoria      |
|          | Equatoria Centrale            | Giuba    | Emmanuel Adil Anthony | 1.193.130       | 43.033,00        | 27,73          | Equatoria      |
|          | Equatoria Orientale           | Torit    | Louis Lobong Lojore   | 962.719         | 73.472,01        | 13,10          | Equatoria      |
|          | Jonglei                       | Bor      | Denay Jock Chagor     | 1.228.824       | 80.926,00        | 15,18          | Alto Nilo      |
|          | Unità                         | Bentiu   | Joseph Monytuil       | 399.105         | 35.956           | 11,1           | Alto Nilo      |
|          | Alto Nilo                     | Malakal  | Budhok Ayang Kur      | 1.013.629       | 77.283,42        | 13,12          | Alto Nilo      |
|          | Area amministrativa di Abyei  | Abyei    | Kuol Deim Kuol        | 124.390         | 10.546,00        | 11,79          | Bahr al-Ghazal |
|          | Area amministrativa di Pibor  | Pibor    | William Chol Awolich  | 214.676         | 41.962,00        | 5,12           | Alto Nilo      |
|          | Area amministrativa di Ruweng | Pariang  | Peter Dau Chobkuer    | 246.360         | ?                | ?              | Alto Nilo      |

### Stati dal 2015 al 2020
| Localizzazione | Stato                      | Capitale   | Mudiriyya      | Popolazione (2014) | Superficie (km²) |
| -------------- | -------------------------- | ---------- | -------------- | ------------------ | ---------------- |
|                | Amadi                      | Mundri     | Equatoria      | 171 910            |                  |
|                | Aweil                      | Aweil      | Bahr al-Ghazal | 251 160            |                  |
|                | Aweil Orientale            | Wanyjok    | Bahr al-Ghazal | 529 100            |                  |
|                | Bieh (Bieh Orientale)      | Akobo      | Alto Nilo      | 506 410            |                  |
|                | Boma                       | Pibor      | Alto Nilo      | 253 270            |                  |
|                | Fangak (Bieh Occidentale)  | Ayod       | Alto Nilo      | 326 370            |                  |
|                | Fashoda (Nilo Occidentale) | Kodok      | Alto Nilo      | 155 602            |                  |
|                | Gbudwe                     | Yambio     | Equatoria      | 364 272            |                  |
|                | Gogrial                    | Kuacjok    | Bahr al-Ghazal | 462 480            |                  |
|                | Gok                        | Cueibet    | Bahr al-Ghazal | 174 460            |                  |
|                | Imatong                    | Torit      | Equatoria      | 598 190            |                  |
|                | Jonglei                    | Bor        | Alto Nilo      | 521 750            |                  |
|                | Jubek                      | Giuba      | Equatoria      | 492 970            |                  |
|                | Laghi Occidentali          | Rumbek     | Bahr al-Ghazal | 546 240            |                  |
|                | Laghi Orientali            | Yirol      | Bahr al-Ghazal | 335 130            |                  |
|                | Latjoor                    | Nasir      | Alto Nilo      | 534 440            |                  |
|                | Lol                        | Raga       | Bahr al-Ghazal | 650 140            |                  |
|                | Maridi                     | Maridi     | Equatoria      | 148 100            |                  |
|                | Namorunyang                | Kapoeta    | Equatoria      |                    |                  |
|                | Liech Meridionale          | Leer       | Alto Nilo      | 267 460            |                  |
|                | Liech Settentrionale       | Bentiu     | Alto Nilo      | 561 240            |                  |
|                | Nilo Orientale             | Malakal    | Alto Nilo      | 746 710            |                  |
|                | Ruweng                     | Pariang    | Alto Nilo      | 246 360            |                  |
|                | Terekeka                   | Terekeka   | Equatoria      | 176 030            |                  |
|                | Tonj                       | Tonj       | Bahr al-Ghazal | 448 950            |                  |
|                | Twic                       | Mayen Abun | Bahr al-Ghazal | 343 410            |                  |
|                | Wau                        | Wau        | Bahr al-Ghazal | 431 230            |                  |
|                | Yei River                  | Yei        | Equatoria      | 788 610            |                  |

### Stati dal 2010 al 2015
| Localizzazione | Stato                         | Capitale | Popolazione (2008) | Superficie (km²) |
| -------------- | ----------------------------- | -------- | ------------------ | ---------------- |
|                | Alto Nilo                     | Malakal  | 964 353            | 77 773           |
|                | Equatoria Centrale            | Giuba    | 1 103 592          | 22 956           |
|                | Equatoria Orientale           | Torit    | 906 126            | 82 542           |
|                | Equatoria Occidentale         | Yambio   | 619 029            | 79 319           |
|                | Bahr al-Ghazal Settentrionale | Aweil    | 720 898            | 33 558           |
|                | Bahr al-Ghazal Occidentale    | Wau      | 333 431            | 93 900           |
|                | Jonglei                       | Bor      | 1 358 602          | 122 479          |
|                | Laghi                         | Rumbek   | 695 730            | 40 235           |
|                | Unità                         | Bentiu   | 585 801            | 35 956           |
|                | Warrap                        | Kuacjok  | 972 928            | 31 027           |

Il Triangolo di Ilemi è de facto sotto l'amministrazione del Kenya.